# Барбарано-Романо
Барбарано-Романо (итал. Barbarano Romano) — коммуна в Италии, располагается в регионе Лацио, в провинции Витербо.
Население составляет 981 человек из них - 496 мужчин, и 485 женщин (на май 2025 г.), плотность населения составляет 26,12 чел./км². Занимает площадь 37 км². Почтовый индекс — 1010. Телефонный код — 0761.
Покровительницей коммуны почитается святая Варвара, празднование 4 декабря.

## География

### Физико-географическое положение
Сельскохозяйственный центр, расположенный у подножия вулканического района Чимино-Викано (горы Чимини), на клиновидном туфовом плато, ограниченном слиянием двух коротких притоков ручья Бьедано.

## История
Вулканический холм, на котором стоит город, вероятно, был местом доисторического поселения раннего бронзового века, о чем свидетельствуют многочисленные артефакты, найденные у подножия холма. Однако известия о современном поселении появляются только в Средневековье.
Почти в конце главной улицы Виа Витторио Эмануэле, до 1930 года стояла пятиугольная башня — остатки лангобардской крепости, построенной при Дезидерии — последнего короля ломбардцев, который около 771 года укрепил Витербо и близлежащие деревни, чтобы противостоять франкам Карла Великого.
Оригинальная мраморная доска, расположенная у входа в главную церковь Санта Мария Ассунта, свидетельствует о том, что она была построена в 1280 году, во время вакансии папства после смерти папы Николая III Орсини. Таким образом, Барбарано входило в состав римского владения лангобардов, которое после дарения Лиутпрандом в 728 году перешло во владение Церкви в VIII веке.
В XIV веке поместье принадлежало семье Ангвиллара, затем перешло к семье Орсини и, наконец, в XV веке — к семье Борджиа.
В 1872 году Барбарано сменил название на Барбарано-Романо.
В 1927 году после реорганизации провинциальных избирательных округов, созданных королевским указом №1 от 2 января 1927 года, по воле фашистского правительства, когда была создана провинция Витербо, Барбарано-Романо перешел из провинции Рим в провинцию Витербо.

## Памятники и достопримечательности
Город состоит из первоначального ядра, возникшего, вероятно, в X веке, к которому были добавлены различные здания XIII—XVII веков. В настоящее время это пример средневековой деревни, построенной «ёлочкой», с центральной главной дорогой, обрамлённой двумя второстепенными параллельными улицами, вытянутой клином между двумя ущельями и закрытой на единственном участке, не имеющем естественной защиты, стенами с открытыми четырёхугольными башнями, датируемыми XIV веком, а к концу XV века — ещё и стеной с добавлением круглых башен.

### Религиозная архитектура
- Церковь Распятия. Вероятно, он был построен между XII и XIII веками и впервые был задокументирован в 1573 году; имеет один неф с двумя боковыми капеллами; Там сохранилось примечательное деревянное распятие XVI века.
- Комплекс Сант-Анджело. Древний квартал, в котором изначально также находилось кладбище. Церковь, которая и по сей день освящается, но больше не используется для религиозных целей, была построена в конце XIII века; по бокам от него находится бывший дом приходского священника, фасад которого образует единое целое с фасадом церкви. В некоторых помещениях комплекса сейчас располагается Археологический музей скального некрополя.
- Церковь Санта-Мария-дель-Пьяно. Старинная церковь XIII века, перестроенная во второй половине XVI века. В ходе реставраций последних десятилетий были обнаружены многочисленные фрески.
- Соборная церковь Санта-Мария-Ассунта. Приходская церковь, существовавшая уже в конце XI века, несколько раз перестраивалась и реставрировалась, особенно в XVIII веке. Внутри находятся ценные произведения искусства, в том числе фреска с изображением Мадонны, кормящей грудью Иисуса, со святыми Иоанном и Антонием Аббатом (XIV век).
- Церковь Сант-Антонио-Абате. Расположена в сельской местности, немного за пределами старой деревни, и используется по случаю церковных праздников.
- Церковь Сан-Джулиано. Расположена на одноименном мысе на территории археологического парка Сан-Джулиано, от которого она и получила свое название.

### Гражданская архитектура
- Ратуша. Он расположена в районе Кастелло, окруженная стеной, самой старой из всех в Барбарано-Романо, на руинах которой частично построена ратуша. В 1930 году древняя средневековая башня вместе с частью стен и монастырским дворцом полностью обрушилась.
- Дворец Мастини. Работа XVI - XVII веков , недавно отреставрированная, ныне муниципальная собственность.
- Городские стены. На протяжении столетий Барбарано имел три отдельные городские стены. От самых старых сохранилось мало следов, особенно из-за обрушений 1930-х годов, которые привели к исчезновению зубчатых ворот Оньисанти и башни, известной как "Король Дезидерий". Вторая стена, в которой установлены квадратные башни, и внешняя стена, укрепленная круглыми башнями, в которую вставлена башня Порта Романа, с 1863 года оборудованы часами.

### Археологические памятники
Археологическая зона Сан-Джулиано представляет собой обширную археологическую зону перед холмом, на котором расположена коммуна Барбарано-Романо, место поселения, часто посещаемого с доисторических времен до позднего Средневековья, окруженное различными некрополями, исследованными с середины XIX века.

## Демография
Динамика населения:

## Администрация коммуны
- Официальный сайт: https://www.comune.barbaranoromano.vt.it/